# Chrysotimus delicatus
Chrysotimus delicatus är en tvåvingeart som beskrevs av Friedrich Hermann Loew 1861. Chrysotimus delicatus ingår i släktet Chrysotimus och familjen styltflugor. Inga underarter finns listade i Catalogue of Life.